# Дифтерія
Дифтері́я (англ. diphtheria) — гостре антропонозне інфекційне захворювання з повітряно-крапельним механізмом передавання збудника, яке характеризується ураженням ротоглотки та дихальних шляхів, рідше шкіри, з розвитком фібринозного (дифтеритичного) запалення в місці проникнення збудника, а також токсичним ураженням серцево-судинної й нервової систем, нирок.

## Історичні відомості
Згадки про захворювання, що нагадує дифтерію, зустрічають ще в працях Гіппократа в V—IV столітті до нашої ери. Захворювання надалі описане під назвою «сирійської хвороби», «єгипетської хвороби», «задушливої хвороби» тощо. Відомі великі епідемії дифтерії (наприклад, у XVII столітті в Європі) — в Іспанії хвороба стала відома як ісп. El garatillo («душитель»), в Італії та Сицилії, як «хвороба горла» (італ. la malattia gola). Видатний французький лікар П'єр Фідель Бретонно описав у 1820—1860 роках різні клінічні форми «смертельної виразки глотки», він же запропонував назву хвороби — «дифтерит», але його учень Арман Труссо пізніше замінив «дифтерит» терміном, який використовують лікарі й на сьогодні — «дифтерія». Збудника дифтерії вперше виявив у 1883 році німецький прозектор і бактеріолог Едвін Клебс. 1884 року німецький бактеріолог Фрідріх Леффлер виділив чисту культуру збудника, а у 1894 році творець імунології, німецький бактеріолог Еміль Берінг запропонував для лікування хворих антитоксичну протидифтерійну сироватку (ПДС). 1923 року французький ветеринар і біолог Гастон Рамон одержав дифтерійний анатоксин, який стали застосовувати для планової вакцинації проти дифтерії.

## Актуальність
Імунізація, що проводилася з 1930-х років, дозволила до середини 1970-х років практично ліквідувати дифтерію у багатьох країнах, як масову епідемічну хворобу. Вона реєструвалася у вигляді поодиноких випадків. Але з кінця 1980-х років спалахнула епідемія дифтерії, яка охопила переважно республіки колишнього СРСР, сплеск захворюваності припав на Російську Федерацію та Україну. Особливістю даної епідемії було значне переважання серед захворілих дорослого населення над дитячим.
Становище, що виникло з дифтерією, свідчить про те, що керовані інфекції залишаються підконтрольними лише за дотримання методів імунопрофілактики, порушення цього негайно призводить до активації епідеміологічного процесу. Через зменшення прошарку вакцинованих проти дифтерії в Україні спостерігалося у 2017 році невелике збільшення кількості захворілих.
З 3 листопада 2017 року спостерігався спалах дифтерії в Бангладеш. До 31 грудня 2017 року у місті Кокс-Базар серед біженців рохінджа, які втекли з М'янми через переслідування місцевої влади, захворіло 3014 осіб, 28 померло. 75 % захворілих молодші 15 років. Серед корінних жителів міста захворілих не було. Виділено 200 тисяч доз полівалентної вакцини, яка включає компоненти проти дифтерії, правця, коклюша, проведена невідкладна імунізація серед біженців. З 13 серпня 2017 року в Ємені відбулася епідемія дифтерії, станом на 21 грудня того року захворіло 333 хворих, зафіксовано 35 смертей (летальність 10,5 %). Проводилися необхідні протиепідемічні заходи
Станом на 2018 рік в Україні існувала загроза поширення захворювання серед населення через велику кількість невакцинованих громадян.

## Етіологія

### Морфологія
Збудник дифтерії — Corynebacterium diphtheriae належить до роду Corynebacterium, родини Corynebacteriaceae. Є аеробом, не утворює спор і капсул. Морфологічно являє собою грампозитивну паличку з потовщеннями на кінцях (булавоподібна форма через тільця Бабеша-Ернста). У мазках дифтерійні палички розташовані під кутом одна до одної подібно до латинської літери V. Завдяки таким характерним морфологічним властивостям вони й отримали свою назву (грец. κορινε — вузловий стрижень, булава).

### Біологічні особливості
За своїми біологічними властивостями коринебактерії дифтерії поділяють на три біовари:
- mitis (40 сероварів),
- gravis (14 сероварів)
- й близький до нього intermedius (4 серовари).

Кожен з цих варіантів має токсигенні й нетоксигенні штами. Нетоксигенні штами захворювання не спричинюють, але за певних умов можуть трансформуватися в токсигенні. Синтез токсину детермінує ген tox+.

### Дифтерійний токсин
Основний фактор патогенності збудника — екзотоксин. Дифтерійний токсин має всі властивості екзотоксинів:
- виражена тропність до клітин-мішеней (в цьому випадку до слизових оболонок, міокарду, нервової системи, трохи менша — до нирок),
- термолабільність,
- здатність стимулювати специфічну імунну відповідь і той факт, що його нейтралізує специфічна антитоксична сироватка.

Є одним з найсильніших токсинів у природі, поступається лише ботулінічному і правцевому токсинам. Складається з двох фракцій (А і В), фракція В (термостабільна) сприяє зв'язуванню токсину з рецептором і проникненню фракції А в тканини. Своєю чергою фракція А (термолабільна) забезпечує цитотоксичний ефект.

### Стійкість у довкіллі
Дифтерійний збудник стійкий у навколишньому середовищі — у дифтерійних плівках, на предметах побуту, в трупах зберігається близько двох тижнів, у воді — до трьох тижнів, але майже миттєво гине при кип'ятінні й протягом 2—3 хвилин під дією звичайних дезінфікуючих засобів.

### Дифтероїди
Дуже рідко збудниками дифтерії можуть бути:
- Corynebacterium pseudodiphtheriticum,
- C. hoffmanii,
- C. xerosis.

Їх об'єднують у понятті «дифтероїди».
Детальніші відомості з цієї теми ви можете знайти в статті Corynebacterium diphtheriae.

## Епідеміологічні особливості

### Джерело та резервуар
Джерелом інфекції при дифтерії є хворі на будь-яку клінічну форму, а також бактеріоносії, які є резервуарами хвороби.

### Механізм і фактори передачі інфекції
Основний механізм передавання — повітряно-крапельний, рідше може реалізуватися й контактний (наприклад, при дифтерії шкіри). Бактеріовиділення у хворого починається з кінця інкубаційного періоду й триває до повної санації ротоглотки, у деяких випадках може формуватися вторинне носійство. При спалахах дифтерії первинними носіями можуть бути до 10 % зовнішньо здорових людей.
Перебіг хвороби та пов'язаний з цим механізм передачі залежить від географічного регіону. В країнах помірного клімату переважно трапляються дифтерійні ураження дихальних шляхів з повітряно-крапельним механізмом передачі інфекції, у країнах субтропічного і тропічного поясів — переважно дифтерія шкіри та контактний механізм її передавання від хворого до здорового (так звана «повзуча виразка джунглів»).

### Сприйнятливий контингент та імунітет
Сприйнятливість до дифтерійної інфекції залежить від напруженості антитоксичного імунітету. Індекс контагіозності коливається від 10 до 15 %. Сезонність — осінньо-зимова, імунітет стійкий антитоксичний, але не антибактеріальний, можливі повторні захворювання, а також виникнення інфекції у вакцинованих осіб, в обох випадках перебіг захворювання, як правило, легкий.

## Патогенез

### Ранній етап
Дифтерійний екзотоксин — це первинний фактор, що спричинює різні патологічні зміни в організмі людини, бактеріємія цьому захворюванню не притаманна. Тяжкий перебіг дифтерії виникає лише за відсутності або при низьких титрах антитоксичних антитіл. У місці проникнення і розмноження збудника під дією дифтерійного токсину й інших додаткових факторів ушкодження (гіалуронідаза, нейрамінідаза тощо) виникає місцева запальна реакція. Частіше пошкоджується слизова оболонка піднебінних мигдаликів. Перші прояви — набряк і/або катаральне запалення, при цьому нейрамінідаза, що є в збудника, знижує больову чутливість.

### Особливості ураження у різних відділах респіраторної системи
Надалі токсин проникає в клітини слизової оболонки, де утворює вогнища місцевого некрозу. Надалі дія тромбокінази активує перехід фібриногену у фібрин, завдяки чому утворюються такі характерні фібринозні плівки. У місцях, що вкриті багатошаровим плоским епітелієм (мигдалики, ротоглотка, ніс, статеві органи, очі), фібринозна плівка пронизує всю товщу слизової оболонки й міцно з нею пов'язана, при цьому патологічний процес може поширюватися і далі, виходячи за межі мигдаликів. Таке нашарування визначають як дифтеритичний тип фібринозного запалення. Ці плівки дуже погано знімаються з поверхні, а завдяки інтенсивному всмоктуванню екзотоксину у таких випадках переважають виразні симптоми інтоксикації. Навпаки, у місцях, що вкриті одношаровим циліндричним епітелієм (гортань, трахея, бронхи), характерний розвиток так званого крупозного типу фібринозного запалення. Такі плівки нещільно спаяні та легко відшаровуються, інтоксикаційний синдром не виражений, але небезпека їх відриву та обтурації дихальних шляхів дуже велика; окрім цього, при потраплянні плівки, що відірвалась, на біфуркацію трахеї наступає миттєва смерть від зупинки серця. Інколи при дифтерії буває активація вторинної мікрофлори — стрептококів, стафілококів тощо що змінює й маскує місцеві клінічні прояви хвороби.

### Особливості ураження за межами дихальної системи
Лімфатичними шляхами, з місця утворення, екзотоксин та інші біологічно активні речовини просуваються в глибину тканин. Наслідком є збільшення регіонарних лімфовузлів, виникає токсичний лімфаденіт і набряк навколишніх тканин, що може поширюватися на підщелепну ділянку, шию та грудну клітку. Від моменту проникнення екзотоксину в кров до появи клінічних симптомів ураження органів-мішеней проходить латентний період. Тривалість його визначають переважно кількістю циркулюючого екзотоксину й біологічно активних речовин.
При дифтерії можуть бути ушкодженими будь-які клітини організму, особливо при великій концентрації екзотоксину. Частіше за все страждають клітини-мішені: кардіоміоцити, олігодендрогліоцити, лімфоцити, ендотеліальні клітини артерій, тромбоцити, гранулоцити. Сам процес зв'язування екзотоксину з рецепторами перебігає в дві стадії: перша — зворотна, здійснюється за 8—12 годин; друга — незворотна, завершується протягом 30—60 хвилин. Незворотна стадія фіксації дифтерійного екзотоксину закінчується утворенням транспортної системи для А-фрагменту і проходженням його у цитоплазму клітини, що робить його недосяжним для дії протидифтерійної лікувальної сироватки (ПДС).
Встановлено значне зменшення синтезу білку в культурі клітин за наявності дифтерійного екзотоксину. Клітина зазнає енергетичного «голоду». Наслідком цього є активація метаболізму вуглеводів, що супроводжується значною інтенсифікацією гліколізу (гліколітичний «вибух»). Міокард, на відміну від скелетних м'язів, має відносно малий потенціал активності ферментів гліколізу, цей механізм компенсації швидко виснажується. Гіпоксія, що розвивається, поглиблює специфічну дію дифтерійного екзотоксину.
Ці процеси спостерігають при дії дифтерійного екзотоксину у будь-якій клітині й обумовлюють ушкодження різних органів і систем. Винятком є головний мозок, щитоподібна залоза, а також хрящі, кістки, зв'язки, клітини яких характеризуються дуже низьким рівнем метаболізму. Це пов'язане з тим, що дифтерійний екзотоксин не проходить крізь їхні захисні бар'єри.
Основними причинами смерті при дифтерії є ураження серця, асфіксія при дифтерії дихальних шляхів, синдром дисемінованого внутрішньосудинного згортання (ДВЗ-синдром) з розвитком гострої ниркової недостатності або гострого респіраторного дистрес-синдрому дорослих і приєднання вторинної бактеріальної флори.

## Клінічні прояви
Інкубаційний період дифтерії триває від 2 до 10 днів.

### Класифікація
Відповідно до МКХ-10 дифтерію поділяють на такі форми:
- Дифтерія глотки/ротоглотки (дифтерійна мембранозна ангіна, тонзилярна дифтерія) (А36.0);
- Дифтерія носоглотки (А36.1);
- Дифтерія гортані (ларинготрахеїт дифтерійний) (А36.2);
- Дифтерія шкіри (А36.3);
- Інша дифтерія (переднього відділу носа, очей, статевих органів тощо) (А36.8);
- Дифтерія неуточнена (А36.9);

#### За поширенням патологічного процесу
- Локалізована — процес не виходить за межі одного анатомічного утворення;
- Поширена (розповсюджена) — процес, який почався в одному анатомічному утворенні, переходить на прилеглі анатомічні утворення (мигдалики+глотка, мигдалики+слизова оболонка рота);
- Комбінована — виявляють поєднання уражень різної локалізації (глотка+ніс, глотка+гортань тощо).

#### За візуальним характером місцевого ураження
- Катаральна — набряк з ціанотичним відтінком, який переважає над гіперемією (почервонінням);
- Острівчаста / острівцева — на тлі набряку й ціанозу виявляють нашарування у вигляді острівців різної величини, які не з'єднуються між собою;
- Плівчаста — уражені ділянки вкриті щільними нашаруваннями (плівками) сірого відтінку, які майже не знімаються або тоді, коли їх вдалося зняти, то залишають після себе поверхню, що кровоточить («кривава роса»).

#### За ступенем тяжкості
- Субклінічний;
- Легкий;
- Середньої тяжкості;
- Тяжкий;
- Гіпертоксичний.

Головним критерієм тяжкості є ступінь токсикозу. Критерії оцінки токсикозу однакові при дифтерії мигдаликів і глотки, але дещо відрізняються при інших формах — дифтерії переднього відділу носа, дифтерійного ларинготрахеїту (крупу) та дифтерії іншої локалізації.

### Дифтерія ротоглотки

##### Субклінічний перебіг
Частіше проходить під діагнозом "носійство C. diphtheriae. Клінічні прояви, як місцеві, так й загальні, практично відсутні. Біль у горлі не турбує. Самопочуття хворого не порушене. Цю клінічну форму можна виявити при призначенні відповідного бактеріологічного дослідження, як це роблять при обстеженні спалахів захворювання.

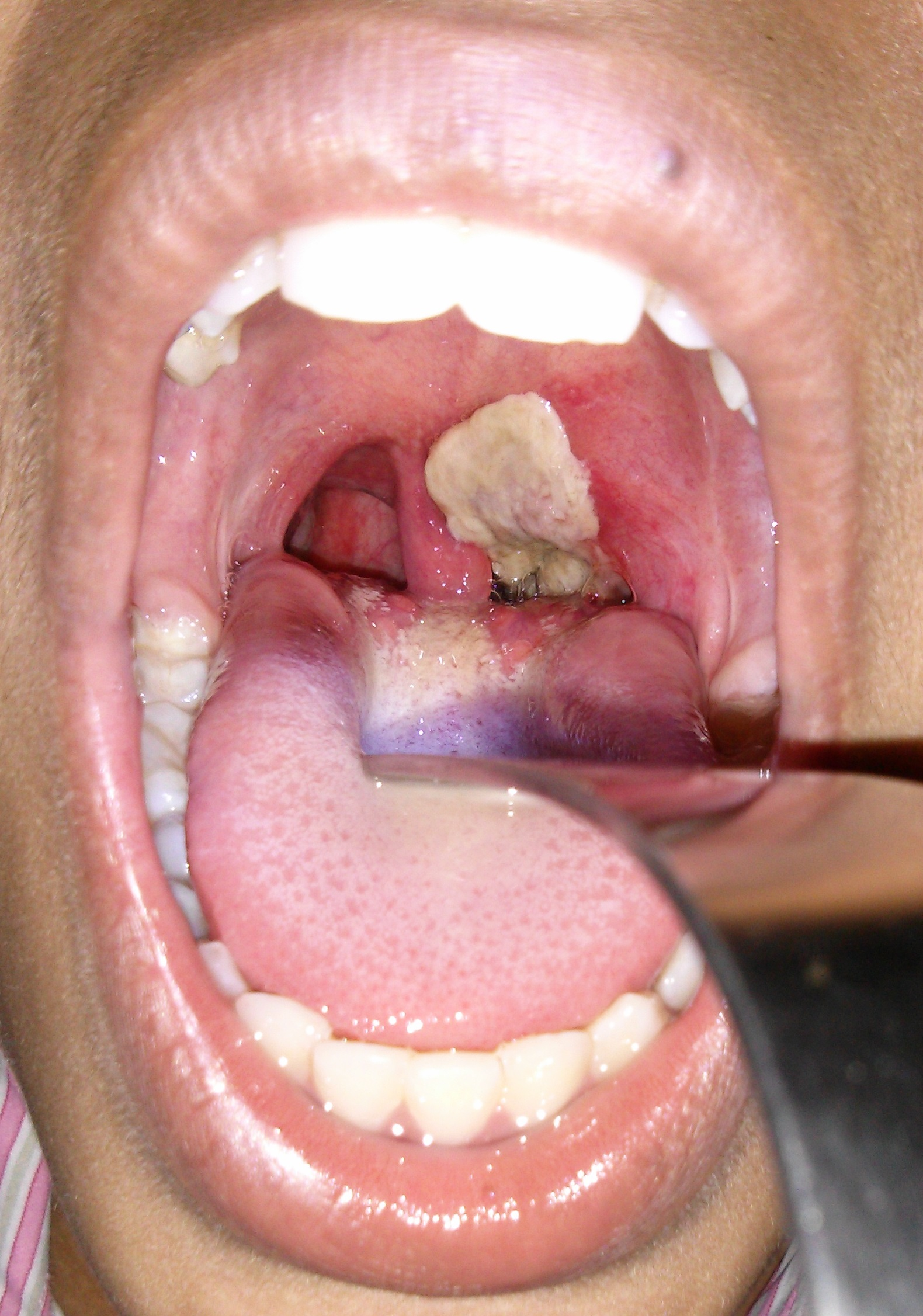
Типові плівчасті нашарування сірого забарвлення на мигдаликах при дифтерії.

##### Легкий перебіг
Характеризується незначним токсикозом: невеликою загальною слабкістю, температура тіла протягом всієї хвороби може залишатися нормальною або субфебрильною. Порушень гемодинаміки немає. Місцеві зміни — переважно катаральні, у деяких випадках — острівцеві, рідко — локалізована плівчаста форма дифтерії піднебінних мигдаликів і/або носоглотки. Набряк мигдаликів, язичка — помірний. Можуть збільшуватися підщелепні лімфатичні вузли. Біль в горлі відсутній або незначний. Ускладнення у вигляді міокардиту може виникати і при таких формах у пізні терміни. Для такого міокардиту характерним є доброякісний перебіг.

##### Перебіг середньої тяжкості
Дифтерія піднебінних мигдаликів, дифтерійний назофарингіт — найчастіша локалізація при цьому ступені тяжкості. Починається гостро, характерним є помірний токсикоз. Хворі скаржаться на загальну слабкість, розбитість, ломоту у тілі, головний біль. Температура тіла зазвичай сягає 38—38,5 °C, але може залишатися і субфебрильною. Біль у горлі часто помірний, не займає провідного місця серед скарг. При огляді виявляють блідість шкіри, незначний ціаноз губ і слизових оболонок; в ротоглотці — характерне фібринозне нашарування на мигдаликах, яке може поширюватися на м'яке піднебіння, язичок тощо (поширена форма), а також на сусідні анатомічні області (комбінована форма). Процес може мати й однобічний характер. Пальпують збільшені, дещо болючі підщелепні лімфовузли. Може з'явитися незначний набряк у підщелепній ділянці.
Часто в цій клінічній ситуації перебіг ускладнює міокардит і/або поліневрит. Іноді виявляють мононеврит у вигляді парезу м'якого піднебіння. Ці ускладнення мають переважно доброякісний характер і наслідків не залишають.

##### Тяжкий перебіг
Може зустрічатися рідко при локалізованих формах, але частіше — при поширених і комбінованих. Характерним є гострий початок, висока температура в перші дні. Надалі можливе її зниження до субфебрильної і/або навіть нормальної на тлі значного погіршення стану. Хворі скаржаться на головний біль, ломоту в тілі, біль у м'язах і суглобах, утруднення дихання, безсоння, значну загальну слабкість, відсутність апетиту та іноді блювання. Біль у горлі нерідко відступає на другий план. Хворого більше турбує відчуття «кома в горлі», утруднення ковтання. При загальному огляді звертає увагу виразна блідість шкіри, ціаноз губ, носогубного трикутника, нігтьових фаланг. При огляді мигдаликів і глотки спостерігають їх ціаноз, значно виражений набряк. Нерідко слизову детально оглянути не вдається, тому що вона вкрита суцільним брудно-сірим плівчастим нашаруванням. Мигдалики змикаються, не дозволяючи оглянути глотку. При об'єктивному обстеженні хворого відзначають глухість серцевих тонів, тахікардію, іноді — різні аритмії, брадикардію або навіть ембріокардія (через порушення провідності). Навіть за невеликого фізичного навантаження виникає задишка, яка поступово зникає у спокої. Часто з'являється набряк шиї різної розповсюдженості — від підщелепної ділянки до ключиць і нижче. Збільшені задньошийні та підщелепні лімфовузли. Пропальпувати чітко їх не завжди вдається через набряк підшкірної клітковини. Хвороба швидко прогресує. Знижується артеріальний тиск, задишка зберігається і в спокої. Майже завжди виявляють ранній міокардит з порушеннями провідності, серцевого ритму і проявами недостатності кровообігу. Поліневрит з′являється вже наприкінці першого тижня хвороби. Досить часто приєднується ураження нирок.

##### Гіпертоксичний перебіг
Для нього характерні ті ж самі прояви, що і для тяжкої форми, але ці зміни розвиваються надзвичайно швидко. У хворого вже на 1 —3 добу від початку хвороби може наступити смерть від інфекційно-токсичного шоку (ІТШ). Особливістю є те, що місцеві прояви іноді значно відстають від загальнотоксичних. Це утруднює діагностику. На слизовій м'якого і твердого піднебіння можуть з'явитися геморагії. Тоді плівки набувають чорного кольору, що є грізною ознакою і свідчить про розвиток ДВЗ-синдрому. Варіантом гіпертоксичного перебігу є геморагічний варіант, що характеризується раннім розвитком ДВЗ-синдрому. Він проявляється геморагічним просочуванням фібринозних плівок, значним набряком шиї, геморагіями на шкірі та крововиливами у різні внутрішні органи.

### Дифтерія гортані та трахеї
Ларинготрахеальну дифтерію (або дифтерійний круп) як самостійну форму у дорослих зустрічають досить рідко, зазвичай, у поєднанні з дифтерією мигдаликів та/або носоглотки. Буває у вигляді локалізованої форми (уражається лише гортань) і поширеної (окрім гортані уражаються трахея і навіть бронхи). При ларинготрахеальній дифтерії загально-інтоксикаційний синдром виражений помірно завдяки слабкому всмоктуванню токсину. Тяжкість стану обумовлена розвитком виразної гіпоксії внаслідок порушення прохідності дихальних шляхів, обтурації їх плівками. Чим нижче рівень патологічного процесу (бронхи і навіть бронхіоли), тим більше виражені ознаки гострої дихальної недостатності. Дифтерія гортані має легший перебіг у дорослих, ніж у дітей. Це пов'язано з анатомічними особливостями дитячого віку. Тому класична тріада дифтерійного крупу характерна саме для дітей — сиплий голос, грубий гавкаючий кашель і голосне стенотичне дихання. Ці прояви можуть бути відсутні у дорослих.
Дифтерійний круп у своєму розвитку проходить послідовно 3 стадії:
- I стадія — катаральна, коли при ларингоскопії виявляють лише набряк та ціаноз/гіперемію слизової оболонки. При цій стадії загальний стан хворого порушений мало — загальна слабкість, відсутність апетиту, температура тіла може залишатися нормальною або субфебрильною. Клінічні симптоми наростають поступово. За кілька годин з'являється вологий кашель, сиплість голосу, за добу кашель стає гавкаючим.
- II стадія — стенотична. За 2—3 доби при відсутності лікування круп переходить до наступної стадії — стенотичної. Виникає утруднення при вдиханні повітря. Дихання стає голосним. З'являється втягнення міжреберних проміжків. Голос афонічний, кашель — беззвучний. Хворі неспокійні, не знаходять собі місця у постелі. Наростає ціаноз губ, кінчика носа, пальців. Тони серця приглушені, наростає тахікардія. Артеріальний тиск може дещо знижуватися. Тривалість цього періоду коливається від кількох годин до 2—3 діб.
- III стадія — асфіктична, її характеризують наростаючі ознаки гострої дихальної недостатності. Дихання часте, поверхневе, аритмічне, наростає ціаноз. Хворі намагаються зайняти більш вигідне, зручне положення. Пульс частий, аритмічний, знижується артеріальний тиск. Від значної гіпоксії страждає перш за все центральна нервова система (ЦНС), що проявляється сплутаністю свідомості, потім її втратою, судомами і смертю.

У тому випадку, коли ушкоджене усе трахеобронхіальне дерево, клінічні симптоми можуть наростати дуже швидко. З моменту появи перших ознак захворювання до смерті від асфіксії проходить від декількох годин до 2—3 діб. Особливу загрозу являє собою наявність плівок у трахеї. Рухливий неспокій хворого і кашель сприяють відторгненню плівок. «Сівши» на біфуркацію трахеї вони призведуть до раптової смерті.

### Інші форми дифтерії

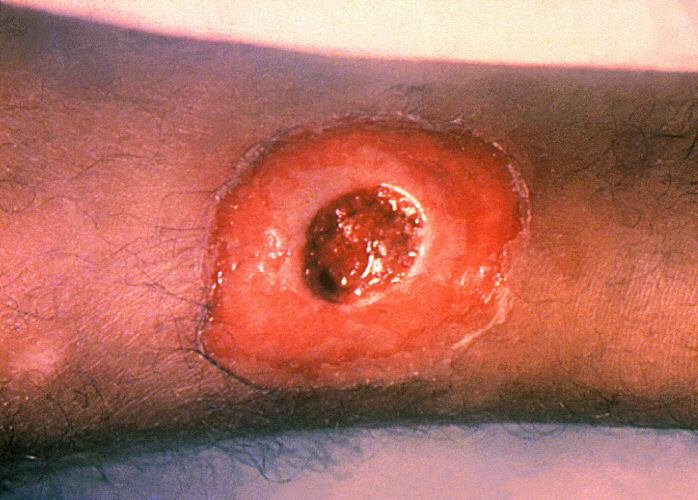
Типова шкірна дифтерія

Дифтерію переднього відділу носа відносять до досить рідких клінічних варіантів. За характером патологічного процесу її поділяють на:
- катаральну форму;
- катарально —виразкову форму;
- плівчасту форму.

Дифтерія іншої локалізації — очей, шкіри, ран, поверхневих статевих органів майже завжди вторинна.

### Комбінована форма дифтерії
Найчастіше відбуваються такі комбінації:
- дифтерія мигдаликів + задньої стінки глотки (дифтерія ротоглотки);
- дифтерія мигдаликів + передніх відділів носа;
- дифтерія мигдаликів + гортані.

Комбіновані форми оцінюють за тяжкістю на порядок вище, ніж локалізовані чи поширені.

## Ускладнення
Вони можуть виникнути в будь-який період хвороби, але для кожного періоду притаманні свої ускладнення Терміни їх появи мають прогностичне значення.
- Інфекційно-токсичний шок (ІТШ) — є найтяжчим ускладненням дифтерії. Виникає на 13 добу хвороби, дуже рідко — в пізніші терміни і, зазвичай, у невакцинованих нелікованих хворих. Загалом, відповідає клінічним проявам гіпертоксичного ступеня тяжкості хвороби. При цьому фази ІТШ можуть так швидко змінювати одна одну, що чітку грань між ними провести часто не вдається.
- Синдром дисемінованого внутрішньосудинного згортання (ДВЗ-синдром) — при цьому можуть виникати носові кровотечі, крововиливи на слизових оболонках і на шкірі, геморагічне просочування нашарувань, набряклої клітковини шиї. Поява ДВЗ-синдрому є небезпечною ознакою й значно погіршує прогноз.
- Міокардит — найчастіше ускладнення дифтерії. Він розвивається як у ранні терміни (з першого тижня хвороби по середину другого — ранній міокардит), так і пізні (від середини другого до 6-го тижня — пізній міокардит). Чим більший токсикоз, тим ймовірність виникнення дифтерійного міокардиту вища. Як правило, чим раніше виникає міокардит, тим тяжче його перебіг і гірші наслідки, він є головною причиною смерті у хворих на дифтерію.
- Ураження нервової системи також виникає у ранні (1—2-й тиждень) й пізні (до 4-го тижня) терміни. Проявляються частіше моторними, а не сенсорними порушеннями. У ранні терміни виникають ураження черепно-мозкових нервів. З'являється парез м'якого піднебіння, голос стає гугнявим. Хворі не в змозі ковтати рідку їжу. Блювотний рефлекс відсутній. Ураження інших черепно-мозкових нервів може обумовити параліч акомодації, птоз, іноді — парез лицьового нерву та інші порушення. Процес може бути одно- або двобічним.
- Пізніше виникають в'ялі паралічі за типом моно- або поліневритів. Клінічні прояви залежать від локалізації ураження. Частіше наявні ураження м'язів гортані та глотки, кінцівок — пара- і тетрапарези. Рідко уражаються м'язи діафрагми, казуїстичним є параліч по типу Гієна — Баре. Дифтерійні парези й паралічі носять зворотний характер. Тривалість до 2—6 місяців та більше.
- Ураження нирок пов'язане з безпосередньою дією дифтерійного екзотоксину (токсичний нефроз), має мінімальний характер й не призводить до розвитку гострої ниркової недостатності чи інших фатальних наслідків. Проявляється мікрогематурією, лейкоцитурією, циліндрурією, протеїнурією. Гостра ниркова недостатність при дифтерії зумовлена вторинними факторами: гіповолемією та ДВЗ-синдромом на 5—20 добу захворювання; поліорганною недостатністю і ятрогенними причинами (введення надмірних доз ПДС, призначення аміноглікозидів).
- Наднирникова недостатність рідкісна, виникає при крововиливах у наднирники при ДВЗ-синдромі.

## Діагностика

### Особливості клінічної діагностики
Попередній діагноз типових форм дифтерії варто ставити клінічно, тому що своєчасно повинно вирішити питання про необхідність введення антитоксичної ПДС. Діагноз є складним при атипових формах дифтерії (катаральній чи острівцевій). Велике значення мають епідеміологічні дані (наявність контакту з хворими або носіями дифтерійного збудника, врахування епідеміологічної обстановки у населеному пункті тощо).
Дифтерія мигдаликів і дифтерійний фарингіт мають ряд загальних особливостей, що дозволяє відрізнити їх від інших захворювань. Імовірним діагноз є при поєднанні 2—3 з нижче зазначених симптомів:
- початок захворювання надзвичайно гострий;
- при всіх формах, окрім субклінічної, стається інтоксикаційний синдром, виразність якого далеко не завжди корелює з місцевими змінами, особливо у перші дні хвороби;
- є нашарування, що мають фібринозний плівчастий характер, на мигдаликах або на інших лімфоаденоїдних утворах глотки;
- біль у горлі помірний, часто не відповідає характеру місцевих змін;
- голос набуває гугнявого відтінку;
- набряк слизової оболонки ротоглотки і ціаноз переважає над гіперемією;
- підщелепні та шийні лімфовузли збільшені не завжди, якщо збільшені — то помірно болючі;
- можливий набряк клітковини підщелепної ділянки від незначного (набряк локалізується тільки у підщелепній ділянці) до поширеного (сягає ключиць і нижче);
- набряк щільний, безболісний, шкіра над ним не змінена (окрім геморагічних варіантів), може бути асиметричним й однобічним;
- відсутній виразний антитоксичний ефект від антибактеріальної терапії, але відмічають швидке поліпшення стану вже через декілька годин після введення ПДС.

Остання ознака властива всім формам дифтерії будь-якої локалізації та тяжкості.
Недопустиме формулювання діагнозів: «ангіна з носійством Corynebacterium diphtheriae», «ГРЗ з носійством Corynebacterium diphtheriae». Слід пам'ятати, що діагноз дифтерії — перш за все клінічний діагноз. За критеріями Європейської наради керівників національних програм країн Східної та Центральної Європи по розширеній програмі імунізації (1992 р.) у стандарті визначення випадку захворювання на дифтерію підтвердженим (вірогідним) випадком вважають імовірний випадок та наявність виділення бактеріологічної культури C. diphtheriae. Виявлення здатності збудника до вироблення екзотоксину рекомендують, однак це не є обов'язковим у типових клінічних випадках.

### Загально-лабораторні дослідження
Загальний аналіз крові характеризується помірним, а при тяжких формах — вираженим лейкоцитозом із зміщенням лейкоцитарної формули вліво. ШОЕ помірно прискорена.

### Біохімічні методи дослідження
Визначення активності таких ферментів, як АсАТ, КФК, ЛДГ, рівня електролітів — K, Na, Cl, Са, Mg; коагулограми; ниркових тестів й інших показників є необхідним у тих випадках, коли виникають питання про ступень пошкодження тих чи інших органів і систем з метою проведення корекції. При дифтерійному крупі слід визначити показники кислотно-основного стану/балансу (КОС).

### Специфічна діагностика
За наявності типової клінічної картини спеціальні методи діагностики є підтверджуючими, а не вирішальними при встановленні діагнозу «дифтерія».
- Бактеріоскопічне дослідження. Для проведення його беруть тампоном матеріал по периферії ураженої ділянки. Тонкий мазок фарбують за Грамом. Вже через 1—2 години можна отримати попередню відповідь. Цей метод є орієнтовним, оскільки не дозволяє відрізнити C. diphtheriae від інших коринебактерій. Позитивний результат мікроскопічного дослідження мазків недостатній для того, щоб бути альтернативою бактеріологічному дослідженню. Негативний результат разом з тим ще не є підставою для зняття діагнозу.
- Бактеріологічне дослідження — є найвірогіднішим підтвердженням діагнозу дифтерії. Його проводять з метою виділення культури C. diphtheriae і вивчення її токсигенних властивостей. При обстеженні контактних осіб бактеріологічне дослідження проводять одноразово, при підозрі на дифтерію — триразово до початку лікування. Вже через 24 години лабораторія може надати попередній висновок про наявність або відсутність в культурі C. diphtheriae. При вивченні токсигенних властивостей терміни отримання остаточного результату подовжується до 72 годин. Виділення нетоксигенного штаму C. diphtheriae у хворого з клінічними проявами дифтерії або будь-якими іншими змінами в ротоглотці, якщо хворий є з доказаного вогнища дифтерії, особливо на тлі лікування антибіотиками, слід розцінювати як підтвердження діагнозу «дифтерія».
- Серологічне дослідження допомагає підтвердити діагноз. У РПГА досліджують парні сироватки. Про достовірність діагнозу свідчить наростання титру антитіл в чотири і більше разів. У випадку, коли при першому дослідженні антитіла не виявлені, необхідно провести ще 2 дослідження. Якщо ПДС не вводили, то друге, а за необхідності, і третє дослідження беруть з інтервалом у 7—10 днів. Під час госпіталізації до стаціонару кров для першого дослідження беруть до введення ПДС, наступну — не раніше, ніж через 10—14 діб після введення ПДС. Це дозволяє виключити можливість впливу ПДС на результат дослідження.

### Диференційний діагноз
Проводять із бактерійним тонзилофарингітом — його найчастішим видом є стрептококовий фарингіт (колишня неправильна назва — ангіна), інфекційним мононуклеозом, тонзилярно-бубонною формою туляремії. При підозрі на дифтерійний круп слід диференціювати від несправжнього крупа при ГРВІ, кору тощо.

## Лікування
Усі хворі на дифтерію, незалежно від її клінічної форми і ступеня тяжкості, підлягають обов'язковій госпіталізації до інфекційного стаціонару у найближчі терміни. До відділення інфекційної реанімації госпіталізують:
- хворих з тяжким чи гіпертоксичним перебігом;
- хворих на дифтерійний круп;

### Режим
Залежить від ступеню тяжкості хворого, клінічної форми і періоду хвороби. При середньотяжкому ступені необхідний ліжковий, а при тяжкому або гіпертоксичному ступені — суворий ліжковий режим на термін не менше 2-х тижнів. Далі режим залежить від стану хворого, наявності та характеру ускладнень. Забезпечують за хворими постійне спостереження.

### Дієта
Харчування хворого здійснюється за дієтою для проблем з ковтанням, або раніше нормою столу № 2Щ за Певзнером. При дифтерії гортані призначають стіл № 11Т — їжа рідкої або напіврідкої консистенції, яку слід давати невеликими порціями через 3—4 години. При значному болю в горлі та при ознаках порушення ковтання застосовують зондове харчування.

### Специфічна антитоксична терапія
Головне місце у лікуванні хворого на дифтерію належить антитоксичній протидифтерійній сироватки (ПДС). Вона нейтралізує тільки токсин, який циркулює у крові. Вона не діє на той токсин, що вже потрапив всередину клітин. Від своєчасності введення ПДС значною мірою залежать частота ускладнень і наслідки хвороби. ПДС треба вводити негайно під час госпіталізації хворого до стаціонару. Необхідно дотримання загальноприйнятих правил по введенню гетерогенних сироваток. Дозу визначають за ступенем тяжкості хворого. Орієнтовні разові дози:
| Перебіг        | Доза ПДС (МО)     |
| -------------- | ----------------- |
| Легкий         | 30.000 — 40.000   |
| Середньотяжкий | 50.000 — 80.000   |
| Тяжкий         | 90.000 — 120.000  |
| Гіпертоксичний | 120.000 — 150.000 |

Найбільший ефект від введення ПДС спостерігають у перші три доби від початку хвороби. Хворим з легким або середньотяжким ступенем тяжкості введення ПДС здійснюють внутрішньом'язово (в/м). З тяжким або гіпертоксичним — переважно внутрішньовенне (в/в) введення ПДС, яку розводять у фізіологічному розчині з частотою крапель 8—12 за 1 хвилину разом із глюкокортикостероїдами (ГКС). У разі потреби повторне введення проводять через 8—12 годин після першого. Це здійснюють у тому випадку, якщо відсутній антитоксичний ефект від першого введення. Слід використовувати сироватку іншої серії, а вводити її у тій самій дозі. Доцільність введення ПДС 3 рази і більше сумнівна. ПДС при в/м введенні циркулює в крові до 12—14 діб. У разі адекватного вибору дози її цілком вистачає, щоб нейтралізувати дію циркулюючого токсину. Слід пам'ятати, що токсин циркулює в крові до 12 годин. Токсиноутворення продовжується, доки зберігається місцевий патологічний процес.
Повторні багатократні введення ПДС збільшують можливість виникнення алергічних реакцій. Незалежно від терміну надходження хворого до стаціонару, ПДС вводять за наявності змін на слизовій оболонці та з урахуванням ступеню тяжкості. При пізньому надходженні (у періоді реконвалесценції, коли токсикоз і місцеві зміни відсутні) ПДС не вводять. ПДС має лише антитоксичну дію і не впливає на саму C. diphtheriae. Антитоксичну специфічну терапію обов'язково поєднують з антибактерійними засобами.

### Етіотропна терапія
Найбільш ефективними препаратами при лікуванні дифтерії зарекомендували себе такі:
- Бензилпеніцилін по 1 млн. ОД × 6 разів на добу в/м, якщо пеніцилін G, то 4 рази на добу;
- Азитроміцин по 0,5 г × 1 раз на добу
- Кларитроміцин по 0,5 г × 2 рази на добу.

Курс лікування повинен тривати до ліквідації місцевого процесу, але не менше 5—7 діб.

### Патогенетична терапія
Направлена на зменшення загальноінтоксикаційних проявів, нормалізацію гомеостазу, роботи серцево-судинної системи і профілактику ускладнень. Жорстких схем патогенетичного лікування не існує.
З метою стабілізації електролітного балансу і КОС в/в призначають переважно полійонні розчини — «Ацесоль», «Трисоль», 5 % розчин глюкози та інші під контролем рівня електролітів крові. Гідратацію необхідно підтримувати на достатньому рівні — до 2 500 мл/на добу. У разі розвитку міокардиту і/або ураження нирок кількість рідини слід зменшити до 1 000—1 500 мл/на добу.
При тяжкому перебігу дифтерії патогенетично обґрунтованим є застосування інгібіторів протеаз — контрикала, гордокса, трасилола у загальнотерапевтичних дозах. Призначають препарати, що покращують реологічні властивості крові та мікроциркуляцію — гепарин, пентоксифілін, декстрани, дипірідамол (за показниками коагулограми).

### Лікування ускладнень
Метою терапії дифтерійних міокардитів є забезпечення адекватної гемодинаміки. При тяжкому міокардиті, окрім метаболічної терапії, обґрунтованим є використання симпатоміметичних амінів та бета-блокаторів. Лікування гострої серцевої недостатності здійснюють шляхом призначення сечогінних препаратів (насамперед, салуретиків), які зменшують навантаження на міокард. Лікування міокардиту слід обговорити з кардіологом, включаючи доцільність призначення нестероїдних протизапальних препаратів (НПЗП). Необхідно пам'ятати, що призначення серцевих глікозидів при дифтерійному міокардиті протипоказане.
При крупі хворі отримують літичні суміші (з включенням до їхнього складу аміназину, промедолу, антигістамінних засобів), парові інгаляції, НПЗП. При стенозі II—III ступеня необхідна інтубація або, навіть, трахеотомія з переходом на апаратну вентиляцію легень.
При ураженні нервової системи додатково призначають неостігмин, вітаміни групи В, ноотропні препарати. У період реконвалесценції — масаж, ЛФК.
Ураження нирок не потребують проведення специфічної терапії.

## Профілактика

### Специфічна
Включає планову вакцинацію і ревакцинацію населення, згідно Українського Національного календаря вакцинації. Здійснюють її вакцинами, що містять адсорбований дифтерійний анатоксин (АКДП, АКДП-М, АД-М).

### Неспецифічна
Передбачає своєчасне ізолювання хворих і носіїв токсигенних коринебактерій. Виписувати хворих потрібно після двократного негативного результату бактеріологічного дослідження слизу з ротоглотки. У закритих колективах після ізоляції хворого протягом 7 діб проводять термометрію та огляд контактних осіб, однократно проводять їм бактеріологічне дослідження.
Як особистий засіб профілактики, головну роль відіграє гігієна: звичайне миття рук протягом дня, провітрювання приміщення в офісах та вдома, протирання предметів, з якими могли взаємодіяти носії хвороби. А також за перших підозр на дифтерію, необхідно швидко звернутися до лікарів та не займатися самолікуванням.